# Édgar Yoel Bárcenas
Édgar Joel Bárcenas Herrera (sinh ngày 23 tháng 10 năm 1993) là một cầu thủ bóng đá người Panama thi đấu cho câu lạc bộ Tây Ban Nha Real Oviedo, theo dạng cho mượn từ câu lạc bộ México Club Tijuana.

## Sự nghiệp quốc tế
Vào tháng 5 năm 2018 anh có tên trong đội hình sơ loại 35 người của Panama tham dự Giải vô địch bóng đá thế giới 2018 ở Nga.

### Bàn thắng quốc tế
| #  | Ngày                | Địa điểm                          | Đối thủ            | Bàn thắng | Kết quả | Giải đấu               |
| -- | ------------------- | --------------------------------- | ------------------ | --------- | ------- | ---------------------- |
| 1. | 18 tháng 6 năm 2019 | Allianz Field, Saint Paul, Hoa Kỳ | Trinidad và Tobago | 2 – 0     | 2 – 0   | Cúp Vàng CONCACAF 2019 |

## Danh hiệu
Cafetaleros de Tapachula
- Ascenso MX: Clausura 2018
- Campeón de Ascenso

Vô địch: 2017–18